# Mustmätta
Mustmätta − wieś w Estonii, w prowincji Virumaa Wschodnia, w gminie Lüganuse.